# Madremanya

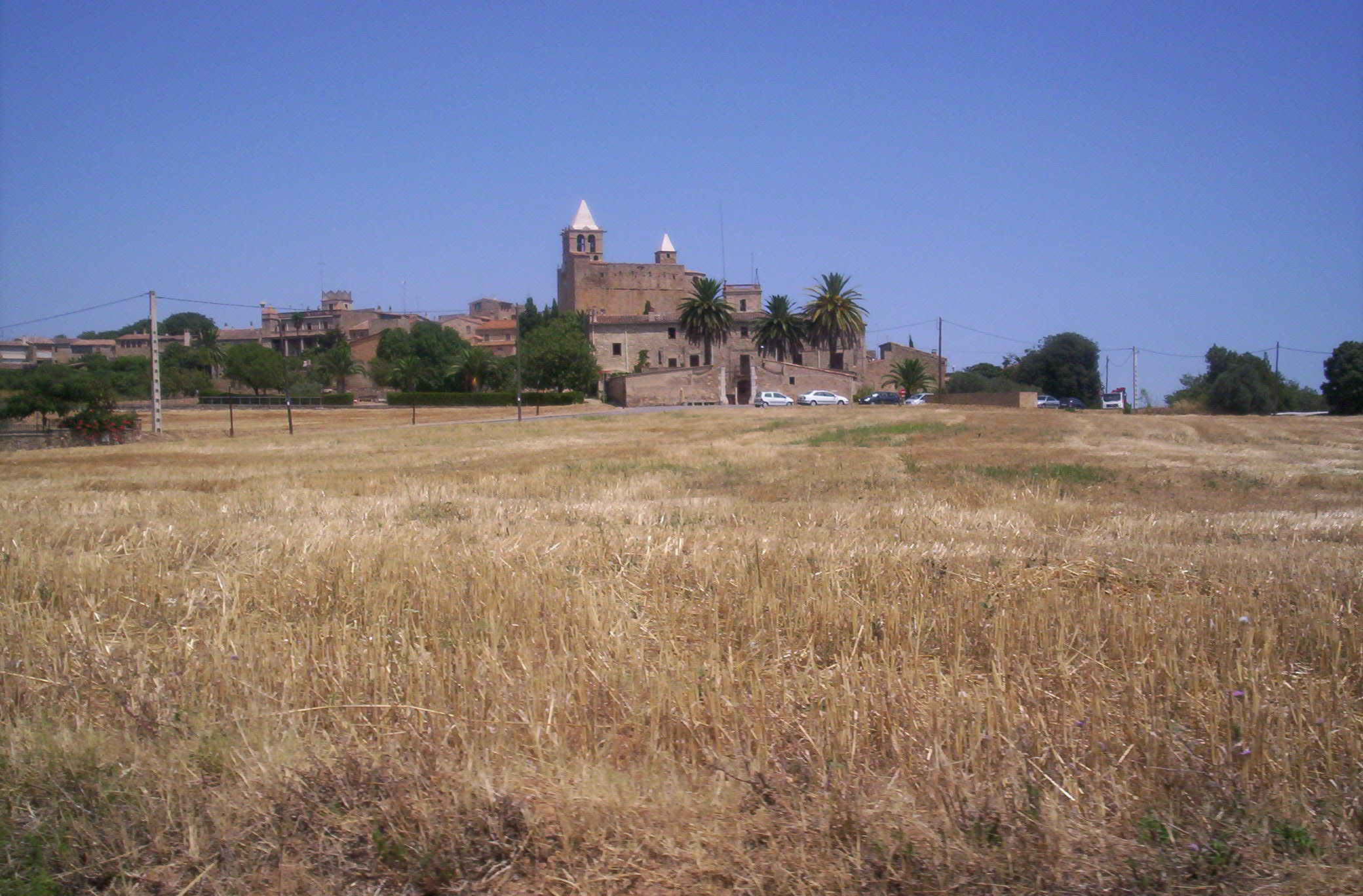
Madremanya

Madremanya is een gemeente in de Spaanse provincie Girona in de regio Catalonië met een oppervlakte van 14 km². Madremanya telt 280 inwoners (1 januari 2016).

## Demografische ontwikkeling
Bron: INE, 1857-2011: volkstellingen
Opm.: In 1887 werd de gemeente Sant Martí Vell aangehecht; in 1940 werd Sant Martí Vell opnieuw een zelfstandige gemeente